# 구정초등학교 (경북)
구정초등학교는 대한민국 경상북도 포항시 남구에 있는 공립 초등학교이다.

## 학교 연혁
- 1993년 3월 23일 : 개교
- 1995년 11월 16일 : 경상북도 교육청 지정 교수기기활용교육 연구학교 보고회
- 1996년 2월 14일 : 기관종합 평가 우수교 수상
- 1999년 11월 17일 : 교실 18실 증축
- 2000년 2월 18일 : 구정초등학교 병설 유치원 1학급 인가
- 2000년 12월 30일 : 학교교육계획 실적 심사 우수학교 표창(도교육감)
- 2002년 1월 20일 : 학교평가 우수교 표창(경상북도포항교육장)
- 2003년 2월 10일 : 창고 1실 개축 (20평)
- 2003년 2월 28일 : 교실 1칸 증축 및 컴퓨터실 1개 교실 설치(40대)
- 2003년 12월 18일 : 구정디지털도서관 개관(53평)
- 2004년 6월 29일 : 학교 홈페이지 활용 우수학교 표창(교육감)
- 2004년 10월 22일 : 경상북도교육청 지정 ICT활용 교육 시범학교 보고회
- 2004년 12월 27일 : 전국 100대 교육과정 최우수학교 표창(교육인적자원부장관)
- 2005년 12월 23일 : 학교평가 우수교 표창(경상북도포항교육장)
- 2005년 12월 30일 : 독서 교육활동 독서 대상 수상(경상북도포항교육장)
- 2008년 10월 1일 : 경상북도교육청 지정 YP교육 시범학교 보고회
- 2009년 3월 1일 : 6대 교장 신호근 선생 취임
- 2010년 1월 7일 : 에듀파인 활용 평가우수교 선정
- 2010년 3월 1일 : 초등 27학급 편성(특수 1학급포함), 유치원1학급 편성
- 2011년 3월 1일 : 7대 교장 박경복 선생 취임
- 2012년 3월 1일 : 8대 교장 최규식 선생 취임
- 2012년 3월 1일 : 초등 25학급 편성학급(특수 1학급포함), 유치원 1학급 편성
- 2013년 3월 1일 : 초등 25학급 편성(특수 1학급포함), 유치원 1학급편성
- 2013년 10월 1일 : 초등 24학급, 유치원 1학급 편성
- 2014년 3월 1일 : 초등 23학급 편성, 유치원 1학급 편성
- 2014년 9월 1일 : 9대 교장 임정식 선생 취임

## 참고 자료
- 구정초등학교 - 한국교육학술정보원 학교알리미